# Steve-O

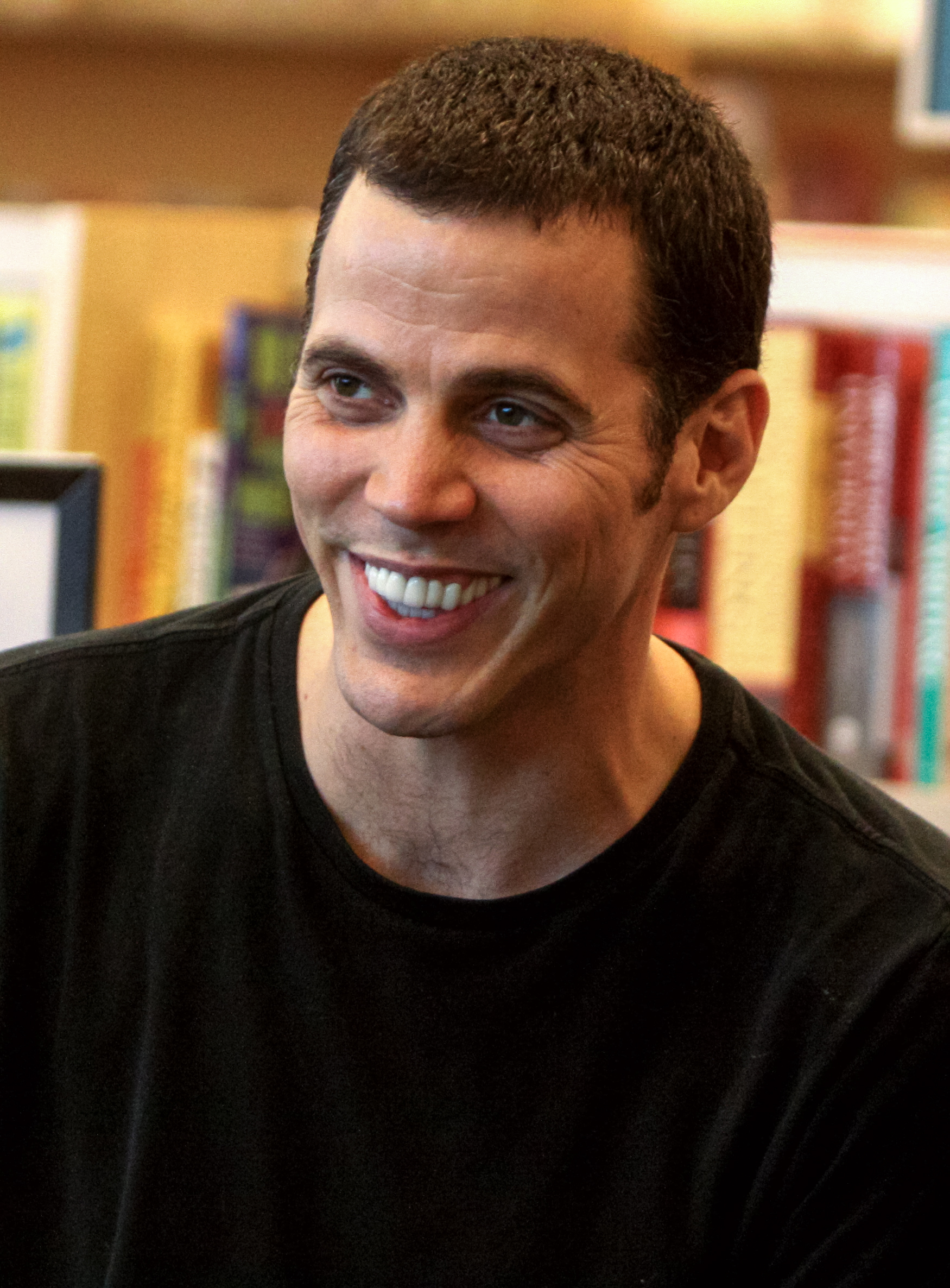
Steve-O bei einer Buchsignierstunde (2011)

Stephen Gilchrist Glover  (* 13. Juni 1974 in London, England), bekannt als Steve-O, ist ein US-amerikanischer Entertainer und Stuntman. Er wurde hauptsächlich durch die MTV-Serie Jackass und deren Filmableger bekannt. Als diese eingestellt wurden, startete Steve-O mit seinem Jackass-Kollegen Chris Pontius die MTV-Serie Wildboyz.

## Leben

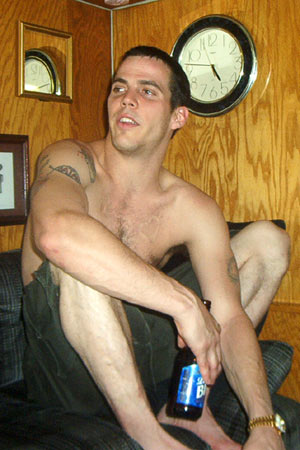
Steve-O (2003)

Stephen Gilchrist Glover wurde im Londoner Stadtteil Wimbledon geboren. Sein Vater ist US-Amerikaner, seine Mutter stammt aus Kanada. Als Glover sechs Monate alt war, zog seine Familie nach Rio de Janeiro, Brasilien, da sein Vater Vorsitzender von PepsiCo Brasil wurde. Seine ersten Worte sprach er auf Portugiesisch, da er vor allem von brasilianischen Hausangestellten aufgezogen wurde. Als Steve zwei Jahre alt war, zog die Familie in die venezolanische Hauptstadt Caracas, da sein Vater die Leitung der südamerikanischen Märkte von PepsiCo übernahm.
Er erlernte Spanisch durch den Kindergarten in Venezuela. Als er vier war, zog die Familie nach Darien im US-Bundesstaat Connecticut. Als Glover sechs war, wurde sein Vater CEO der R. J. Reynolds Tobacco Company, und die Familie zog nach Miami, Florida. Im Alter von neun wurde Glovers Vater durch eine Fusion zweier Firmen Vorsitzender von RJR Nabisco Inc. Dadurch zog die Familie zunächst nach London, drei Jahre später nach Toronto in Kanada.
Als Steve 13 Jahre alt war, zog die Familie wieder nach London zurück. Er besuchte in dieser Zeit die Amerikanische Schule in London. Nach vier Jahren an der Highschool zog Glover nach Florida und besuchte dort die University of Miami. Von 1996 bis 1997 ging er auf die University of New Mexico. Danach arbeitete er unter anderem als Zirkusclown, bevor er seine Karriere als Schauspieler und Stuntman bei Jackass begann.

## Rechtliche Probleme und Kontroversen
Am 31. Juli 2002 wurde Steve-O in den USA verhaftet, weil er sich in der Öffentlichkeit seinen Hodensack an den eigenen Oberschenkel tackerte.
Am 22. Mai 2003 wurde er in Schweden verhaftet. Er hatte in einem Interview behauptet, Cannabis in einem Kondom ins Land geschmuggelt zu haben. Als Beamte daraufhin sein Hotelzimmer durchsuchten, fanden sie Marihuana und Ecstasy. Nach einem Schuldeingeständnis wurde er am 27. Mai gegen die Zahlung einer Strafe in Höhe von 45.000 Kronen (ca. 4.900 Euro zur damaligen Zeit) wieder auf freien Fuß gesetzt.
Am 7. Oktober 2015 wurde er nach einer Tierschutzaktion, bei der er im August auf einen Baukran in Los Angeles geklettert war, zu 30 Tagen Gefängnisstrafe und 3 Jahren Bewährung verurteilt.

## Filmografie

### Kino/TV
- 2000–2002: Jackass (TV-Serie)
- 2002: Jackass: The Movie
- 2003: Blind Horizon[8]
- 2003–2006: Wildboyz (TV-Serie)
- 2006: Jackass: Nummer Zwei
- 2006: National Lampoons TV: The Movie
- 2007: Jackass 2.5
- 2010: Jackass 3D
- 2011: Jackass 3.5
- 2012: Killer Karaoke (Reality-TV-Gameshow)[9]
- 2015: Secret Agency
- 2018: Game Over, Man!
- 2020: Guest House
- 2020: Gnarly!
- 2022: Jackass Forever
- 2022: Jackass 4.5

### Sonstige
- 2001: Don’t Try This at Home: The Steve-O Video
- 2002: Don’t Try This at Home: The Steve-O Video Vol. 2: The Tour
- 2003: Steve-O – Out on Bail
- 2004: Steve-O – The Early Years
- 2005: Steve-O – Gross Misconduct
- 2007: 24 Hours With… Steve O[10]
- 2009: Steve-O – Demise and Rise